# Palpicrassus paulistanus
Palpicrassus paulistanus är en skalbaggsart som beskrevs av Maria Helena M. Galileo och Martins 2007. Palpicrassus paulistanus ingår i släktet Palpicrassus och familjen långhorningar. Inga underarter finns listade i Catalogue of Life.